# Learner Tien
Learner Tien (Irvine, 2 dicembre 2005) è un tennista statunitense.

## Biografia
I genitori, Khuong e Huyen, hanno lasciato il Vietnam ai tempi della guerra. Entrambi hanno scelto la cittadina di Irvine (California) dove hanno cresciuto il figlio a casa con un'istruzione domiciliare intensiva. Learner Tien imparò in fretta ed entrò nelle scuole superiori a soli 11 anni.

## Carriera
Nel circuito maggiore non ha mai superato i quarti di finale e il suo miglior ranking ATP è la 48ª posizione raggiunta nell'agosto 2025, anno in cui ha raggiunto gli ottavi di finale agli Australian Open. Nel 2024 ha vinto 4 titoli ITF e 3 Challenger, di cui 5 consecutivi con una striscia totale di 28 match vinti. Nello stesso anno si è qualificato per le Next Generation ATP Finals con il quinto miglior ranking nella race to Jeddah e ha raggiunto la finale, persa contro João Fonseca.
In doppio non è andato oltre la 343ª posizione dell'agosto 2025.
A livello juniores ha disputato la finale in singolare agli Australian Open 2023 e agli US Open 2023, ha vinto il doppio agli Australian Open 2023 e ha raggiunto il 4º posto nella classifica mondiale di categoria.

## Statistiche

### Next Generation ATP Finals

#### Finali perse (1)
| Legenda                        |
| Next Generation ATP Finals (1) |

| N. | Data             | Torneo                            | Superficie  | Avversario in finale | Punteggio             |
| 1. | 22 dicembre 2024 | Next Generation ATP Finals, Gedda | Cemento (i) | João Fonseca         | 4–2, 3(8)–4, 0–4, 2–4 |

### Tornei minori

#### Singolare

##### Vittorie (10)
| Legenda tornei minori |
| Challenger (3)        |
| ITF (7)               |

| N. | Data              | Torneo                                     | Superficie | Avversario in finale | Punteggio     |
| 1. | 7 luglio 2024     | Cranbrook Tennis Classic, Bloomfield Hills | Cemento    | Nishesh Basavareddy  | 4–6, 6–3, 6–4 |
| 2. | 15 settembre 2024 | Las Vegas Tennis Open, Las Vegas           | Cemento    | Tristan Boyer        | 7–5, 1–6, 6–3 |
| 3. | 13 ottobre 2024   | Fairfield Challenger, Fairfield            | Cemento    | Bernard Tomić        | 6–0, 6–1      |

##### Finali perse (2)
| Legenda tornei minori |
| Challenger (1)        |
| ITF (1)               |

| N. | Data             | Torneo                          | Superficie  | Avversario in finale | Punteggio   |
| 1. | 10 novembre 2024 | Knoxville Challenger, Knoxville | Cemento (i) | Christopher Eubanks  | 5–7, 6(9)–7 |

#### Doppio

##### Vittorie (4)
| Legenda tornei minori |
| Challenger (0)        |
| ITF (4)               |

### Juniores

#### Singolare

##### Finali perse (2)
| Anno | Torneo          | Superficie | Avversario       | Punteggio        |
| ---- | --------------- | ---------- | ---------------- | ---------------- |
| 2023 | Australian Open | Cemento    | Alexander Blockx | 1–6, 6–2, 6(9)–7 |
| 2023 | US Open         | Cemento    | João Fonseca     | 6–4, 4–6, 3–6    |

#### Doppio

##### Vittorie (1)
| Anno | Torneo          | Superficie | Compagno        | Avversari                     | Punteggio |
| ---- | --------------- | ---------- | --------------- | ----------------------------- | --------- |
| 2023 | Australian Open | Cemento    | Cooper Williams | Alexander Blockx João Fonseca | 6–4, 6–4  |

## Vittorie contro giocatori top-10
| Stagione | 2024 | 2025 | Totale |
| -------- | ---- | ---- | ------ |
| Vittorie | 0    | 4    | 4      |

| Nº   | Giocatore        | Rank | Torneo                          | Superficie | Turno | Punteggio                        |      |
| 2025 | 2025             | 2025 | 2025                            | 2025       | 2025  | 2025                             | 2025 |
| ---- | ---------------- | ---- | ------------------------------- | ---------- | ----- | -------------------------------- | ---- |
| 1.   | Daniil Medvedev  | 5    | Australian Open, Melbourne      | Cemento    | 2T    | 6–3, 7–6(4), 6(8)–7, 1–6, 7–6(7) |      |
| 2.   | Alexander Zverev | 2    | Abierto Mexicano, Acapulco      | Cemento    | 2T    | 6–3, 6–4                         |      |
| 3.   | Ben Shelton      | 10   | Mallorca Championships, Maiorca | Erba       | 2T    | 6–4, 7–6(2)                      |      |
| 4.   | Andrey Rublev    | 10   | Washington Open, Washington     | Cemento    | 2T    | 7–5, 6–2                         |      |